# Gendī Khorī-ye Mīānī
Gendī Khorī-ye Mīānī (persiska: گِندی خُرئ ميانی, گِندی خُرئ وُستَى) är en ort i Iran.   Den ligger i provinsen Kohgiluyeh och Buyer Ahmad, i den centrala delen av landet, 500 km söder om huvudstaden Teheran. Gendī Khorī-ye Mīānī ligger 1 678 meter över havet och antalet invånare är 112.
Terrängen runt Gendī Khorī-ye Mīānī är kuperad. Runt Gendī Khorī-ye Mīānī är det ganska tätbefolkat, med 75 invånare per kvadratkilometer. Närmaste större samhälle är Sīsakht, 16,8 km öster om Gendī Khorī-ye Mīānī. Omgivningarna runt Gendī Khorī-ye Mīānī är i huvudsak ett öppet busklandskap.